# Tainted Heroes
Tainted Heroes (Engels voor "Besmette helden") is een Zuid-Afrikaanse documentaire onder regie van Elrich Yssel en geproduceerd door Ernst Roets over de strijd die het African National Congress (ANC) tussen 1976 en 1994 tegen de apartheid in Zuid-Afrika voerde. De documentaire is gebaseerd op het boek People's War: New Light on the Struggle for South Africa ("People's War: Een nieuw licht op de struggle voor Zuid-Afrika") van Anthea Jeffrey. De documentaire beleefde zijn première op 18 januari 2016 in Menlyn, Pretoria en is geproduceerd door Forum Films.

## Achtergrond
De documentaire Tainted Heroes gaat over de weg van het ANC naar macht in Zuid-Afrika die het ANC tussen 1976 en 1994 aflegde. De documentaire focust op de ontwikkeling van het ANC van een beweging in ballingschap met vooral internationale steun naar een beweging die ook in Zuid-Afrika de belangrijkste anti-apartheidsbeweging wordt. Het ANC gebruikte hierbij bedreigingen, geweld en moorden op politieke tegenstanders. Tijdens de strijd tussen de verschillende anti-apartheidsbewegingen kwamen naar schatting 20.000 zwarte Zuid-Afrikanen om. De documentaire is een samenwerking tussen burgerrechtenbeweging AfriForum, de liberale denktank South African Institute for Race Relations (IRR), oppositiepartij Inkatha Freedom Party (IFP) en de zwarte bewustzijnsbeweging Azanian People’s Organisation (AZAPO). De documentaire is vanaf 2013 geschoten. Hoewel het eerst een documentaire van een kwartier zou worden, werd tijdens het opnameproces besloten om er een twee uur durende documentaire van te maken.
De documentaire bevat interviews met mensen die ten tijde van de apartheid betrokken waren binnen de Zuid-Afrikaanse anti-apartheidsbeweging, maar niet tot het ANC behoorden. In de documentaire komen onder meer oppositieleiders zoals Mangosuthu Buthelezi (IFP), Tony Leon (DA) en Strike Thokoane (AZAPO) aan het woord. Ook komt Anthea Jeffrey van het IRR aan het woord. Aan de hand van hun verhalen, getuigenissen van anderen en originele beelden worden er in de documentaire gewelddadige daden van het ANC gereconstrueerd.
Ook komt oud-legerleider en oud-minister van Communicatie Siphiwe Nyanda (ANC), die ten tijde van de apartheid hoofd van de Umkhonto we Sizwe - de militaire vleugel van het ANC - was, in de documentaire aan het woord.

## Politieke ontvangst
Al voor de première van de documentaire waarschuwden de makers dat de documentaire boze reacties zou oproepen. Bij de première waren onder meer parlementariërs van de Inkatha Vrijheidspartij en de Democratische Alliantie aanwezig. IFP-leider Buthelezi zei onder meer dat "de geschiedenis van Zuid-Afrika beoordeeld moet worden op basis van feiten en de waarheid. Deze documentaire legt de ware Zuid-Afrikaanse geschiedenis bloot en is geen propaganda. Een alternatief verhaal als antwoord op alle propaganda van het ANC is nodig." Parlementariër Annchen Dreyer van de DA zei dat "de geschiedenis van Zuid-Afrika wordt geschreven door het regerende ANC en dat het belangrijk is dat deze propaganda van het ANC doorbroken wordt."
Na de première haalde de politiek commentator van Netwerk24 uit naar AfriForum wegens de documentaire. In het gespannen politieke klimaat dat Zuid-Afrika begin 2016 kenmerkt - waarin het ANC de oppositie herhalend van racisme beschuldigd - zou AfriForum met vuur spelen. Columnist Max du Preez vergeleek de strategie van AfriForum met dié van het ANC en omschreef deze als polariserend.. Daarop verzeilde Max du Preez in een twitterdiscussie met producent Ernst Roets. Punt van deze discussie was onder meer dat Max du Preez de documentaire nog niet gezien had, terwijl hij al wel kritiek leverde. Ernst Roets reageerde in een artikel op de aantijgingen van de politiek commentator van Netwerk24, waarin Roets schreef dat "de ideologische onderrok van de commentator nu wel erg duidelijk zichtbaar wordt."